# Садег Гударзі
Садег Гударзі  (22 вересня 1987) — іранський борець вільного стилю, олімпійський медаліст, призер чемпіонатів світу, чемпіон Азії та Азійських ігор.
Боротьбою займається з 1998 року. 

## Виступи на Олімпіадах
| Змагання                    | Збірна | Вагова категорія | Місце  |
| --------------------------- | ------ | ---------------- | ------ |
| Літні Олімпійські ігри 2012 | Іран   | 74 кг            | Срібло |

## Виступи на Чемпіонатах світу
| Змагання                        | Збірна | Вагова категорія | Місце  |
| ------------------------------- | ------ | ---------------- | ------ |
| Чемпіонат світу з боротьби 2009 | Іран   | 74 кг            | Бронза |
| Чемпіонат світу з боротьби 2010 | Іран   | 74 кг            | Срібло |
| Чемпіонат світу з боротьби 2011 | Іран   | 74 кг            | Срібло |

## Виступи на Чемпіонатах Азії
| Змагання                       | Збірна | Вагова категорія | Місце  |
| ------------------------------ | ------ | ---------------- | ------ |
| Чемпіонат Азії з боротьби 2009 | Іран   | 74 кг            | Золото |
| Чемпіонат Азії з боротьби 2012 | Іран   | 74 кг            | Золото |

## Виступи на Азійських іграх
| Змагання           | Збірна | Вагова категорія | Місце  |
| ------------------ | ------ | ---------------- | ------ |
| Азійські ігри 2010 | Іран   | 74 кг            | Золото |

## Виступи на Кубках світу
| Змагання                    | Збірна | Вагова категорія | Місце  |
| --------------------------- | ------ | ---------------- | ------ |
| Кубок світу з боротьби 2009 | Іран   | 74 кг            | 4      |
| Кубок світу з боротьби 2010 | Іран   | 74 кг            | 4      |
| Кубок світу з боротьби 2012 | Іран   | 74 кг            | Бронза |
| Кубок світу з боротьби 2013 | Іран   | 74 кг            | Бронза |

## Виступи на інших змаганнях
| Змагання                         | Збірна | Вагова категорія | Місце  |
| -------------------------------- | ------ | ---------------- | ------ |
| Золотий Гран-прі з боротьби 2010 | Іран   | 74 кг            | Золото |
| Гран-прі Іспанії з боротьби 2012 | Іран   | 74 кг            | Золото |